# Nicaraguacoris
Nicaraguacoris is een geslacht van wantsen uit de familie van de Miridae (blindwantsen). Het geslacht werd voor het eerst wetenschappelijk beschreven door José Cândido de Melo Carvalho in 1992.

## Soorten
Het genus is monotypisch en bevat alleen de volgende soort:

- Nicaraguacoris punctatus Carvalho, 1992